# Vietnamocalamus catbaensis
Vietnamocalamus es un género monotípico de bambúes de la familia de las poáceas. Su única especie Vietnamocalamus catbaensis es originaria de Vietnam.

## Taxonomía
Vietnamocalamus catbaensis fue descrita por   To Quyen Nguyen y publicado en Botaničeskij Žhurnal (Moscow & Leningrad) 76(6): 874. 1991.